# Густав Роуз
Професор Густав («Густав») Роуз (18 березня 1798 — 15 липня 1873) — німецький мінералог, уродженець Берліна. З 1863 по 1873 рік він був президентом Німецького геологічного товариства.

## Життєпис
Він народився в Берліні в сім'ї фармаколога Валентина Роуза.
Роуз був випускником Берлінського університету, де він був учнем мінералога Крістіана Самуеля Вайса (1780–1856). Він також навчався у шведського фізико-хіміка Йонса Якоба Берцеліуса (1779–1848) у Стокгольмі. Навчаючись у Берцеліуса, Роуз познайомився з німецьким хіміком Ейльхардом Мічерліхом (1794–1863), з яким підтримував дружбу на все життя. Роуз надав допомогу Мічерліху в розробці закону ізоморфізму. У 1826 р. він став ад'юнкт-професором мінералогії в Берліні. У 1829 році разом з німецькими натуралістами Александром фон Гумбольдтом (1769–1859) і Крістіаном Готфрідом Еренбергом (1795–1876) Роуз брав участь у науковій експедиції по всій імперській Росії. У Росії проводив мінералогічні дослідження на Алтаї і Уралі, а також в районі Каспійського моря. У 1856 році він був призначений директором Королівського мінералогічного музею. З 1863 року і до самої смерті він був президентом Німецького геологічного товариства.

## Дослідження
Густав Роуз зробив важливий внесок у галузі петрології та кристалографії, і його вважають першопрохідцем у використанні відбивного гоніометра в Німеччині. Його особливо цікавив зв'язок між кристалічною формою та фізичними властивостями мінералів. Йому приписують розробку мінеральної системи, яка була поєднанням хімії, ізоморфології та морфології.
Роуз проводив дослідження кварцу, польових шпатів, гранітів і мінералогічних компонентів трапової породи. Він відомий своїми дослідженнями метеоритів і хондр (зерна, знайдені в деяких типах метеоритів). Разом з Густавом Чермаком фон Зейсенеґом (1836–1927) та Арістідом Брезіною (1848–1909) була розроблена система метеоритів «класифікація Роуза-Чермака-Брезіни».
Він виявив багато нових для науки мінералів, у тому числі перовскіт, названий на честь російського мінералога Льва Олексійовича фон Перовського (1792–1856). Мінерал рожевого кольору під назвою розеліт названий на честь Роуза , і йому приписують введення термінів говардит і евкрит.